# Дарина Герова
Дарина Димитрова Герова е българска журналистка, писателка и сценарист.

## Биография
Родена на 2 юни 1934 г. в София. Завършва Софийския държавен университет, специалност „Журналистика“.
Работила във в. „Дневен труд“. Автор на сборници с разкази, между които „Срещи“ и „Обеден дъжд“. Сценарист на филма „Ева на третия етаж“, създаден по едноименната ѝ повест.
Член е на Съюза на българските писатели.
Романът „Грешни сме, Господи!“ (1985) е за самоковския род на баща ѝ, а пътеписът „Америко, Америко!“ е награден с годишната награда на СБП за 2012 г.
Носител е на орден „Кирил и Методий“ I степен и на званието „Заслужил деятел на културата“.
Умира на 28 декември 2022 г.